# Ephedra fasciculata
Ephedra fasciculata là một loài thực vật hạt trần trong họ Ephedraceae. Loài này được A.Nelson mô tả khoa học đầu tiên năm 1934.